# Efficient Consumer Response
Efficient Consumer Response (ECR), česky "účinná odpověď na spotřebitele" je společná iniciativa výrobců a zástupců dodavatelských a obchodních řetězců, jejímž cílem je pružněji reagovat na poptávku zákazníků a optimalizovat procesy pohybu výrobku od výrobcovy expedice přes logistické a dodavatelské řetězce až ke konečnému spotřebiteli, lépe, rychleji, s nižšími náklady a trvale udržitelným způsobem.

## Popis
Má jít o snahu zrychlit, zlevnit a usnadnit cesty od výrobce k zákazníkovi. Následně tak vzniká prostor pro výhody pro spotřebitele, jako jsou nižší ceny, možnost většího výběru produktů a lepší dostupnost výrobků. Odborné studie i uskutečněné projekty ukazují, že účinnou aplikací metod ECR lze ušetřit náklady ve výši několika procent. Implementace ECR je vhodná pro všechny subjekty, které se pohybují v oblasti výroby, logistiky a prodejů velkého objemu rychloobrátkového zboží. V podstatě znamená ECR redesign procesů a změnu přístupů v řízení dodávek zboží.

## Historie
Projekt ECR vznikl v polovině devadesátých let jako odpověď na změny v dodavatelských řetězcích, které vznikly rozšířením informačních technologií. ECR je iniciativou mezinárodní a díky tomu jednotlivé státy čerpají zkušenosti a materiály z mnoha zemí. V roce 2001 bylo vytvořeno neziskové sdružení Česko-Slovenská iniciativa ECR, jejímiž zakládajícími členy byly nejvýznamnější společnosti v oblasti rychloobrátkového zboží: Ahold, Makro C&C, CocaCola, Unilever, Nestlé, Kraft Foods a další. V roce 2011 došlo k uzavření dohody o spolupráci s GS1 Czech Republic, která zabezpečuje administrativní zázemí a koordinaci činnosti ECR. Hlavní aktivity v roce 2011 byly realizovány v oblastech Category Management, Future Supply Chain, elektronické komunikace EDI a v oblasti kvality dat a datové synchronizace GDSN. Další činnost byla zaměřena na oblast efektivity distribuce a příjmu zboží a v roce 2014 proběhla soutěž o nejrychlejší vykládku kamiónu - Speed Docking. Již od roku 2012 patří do agendy ECR témata dostupnosti zboží (OSA: On-Shelf-Availability), společné plánování a předpovědi dodávek (Promo-collaborative forecasting). V rámci aktivit pracovní skupiny Benchmarking jsou na anonymní bázi sdíleny některé výkonnostní ukazatele efektivity dodavatelského řetězce (KPI) jako Servisní úroveň, Včasnost dodávek, Přesnost fakturace, Přesnost Forecastu. ECR Pracovní skupina pro Benchmarking a OSA realizovala projekt OSA Barometr v rámci kterého byla realizována měření dostupnosti zboží v rámci dohodnutých 20 kategorií v celé maloobchodní síti ČR. Tento projekt byl inspirován podobnými projekty realizovanými ECR NI ve Francii, Itálii a Španělsku. Jako pokračování projektu OSA Barometr byl připraven projekt OSA Monitor. Tento umožňuje vytěžit data o zásobách u obchodníků na základě dat poskytovaných ve zprávě EDI - INVRPT. Na základě zkušeností z projektu Speed Docking byl připraven národní program udržitelné logistiky Lean & Green, nejvýznamnější Evropský program pro udržitelnou logistiku. Další aktivity v oblasti udržitelnosti jsou zaměřené na Food waste - plýtvání potravinami a problematika odpadu z obalů, recyklace, uhlíkové stopy výrobků a podpoře přechodu na cirkulární ekonomiku. 